# Cololejeunea paucifolia
Cololejeunea paucifolia là một loài Rêu trong họ Lejeuneaceae. Loài này được (Spruce) Bernecker & Pócs mô tả khoa học đầu tiên.